# Arrondissement Rochechouart
Rochechouart is een arrondissement van het Franse departement Haute-Vienne in de regio Nouvelle-Aquitaine. De onderprefectuur is Rochechouart.

## Kantons
Tot 2014 was het arrondissement samengesteld uit de volgende kantons:
- Kanton Oradour-sur-Vayres
- Kanton Rochechouart
- Kanton Saint-Laurent-sur-Gorre
- Kanton Saint-Mathieu
- Kanton Saint-Junien-Est
- Kanton Saint-Junien-Ouest

Na de herindeling van de kantons bij decreet van 20 februari 2014, met uitwerking op 22 maart 2015, omvat het arrondissement volgende kantons:
- Kanton Rochechouart
- Kanton Saint-Junien